# Scopula peararia
Scopula peararia är en fjärilsart som beskrevs av Swinhoe 1904. Scopula peararia ingår i släktet Scopula och familjen mätare. Inga underarter finns listade.